# ジャクソン流民主主義

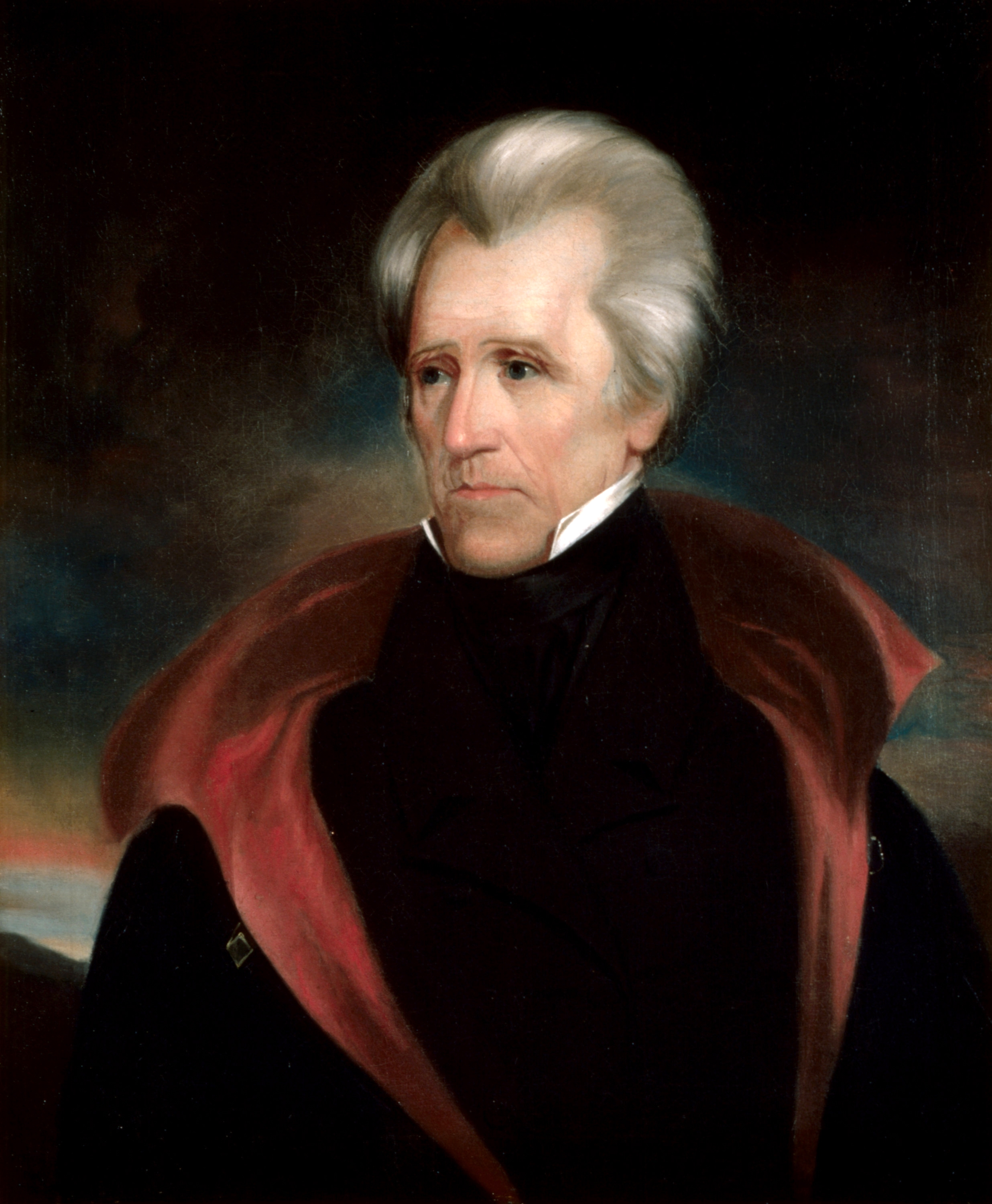
アンドリュー・ジャクソン

ジャクソン流民主主義（ジャクソンりゅうみんしゅしゅぎ、英：Jacksonian democracy、ジャクソニアン・デモクラシー）は、アメリカ合衆国の大統領アンドリュー・ジャクソンとその支持者の政治哲学のことである。ジャクソンの政策はトーマス・ジェファーソンの足跡を辿っていった。当時のジャクソンの民主党はホイッグ党がライバルであった。ジャクソン流民主主義をもっと大胆に定義すれば、ジャクソンの哲学が優勢であり、時代の精神でもあった、1824年から1854年の第二政党制時代ということもできる。それ以前の政治で支配的であったジェファーソン流民主主義の性格とも常に対比される。ジャクソン流民主主義の時代は、それまで選挙権は土地所有者に限られていたものが、あらゆる成人の白人男性市民に拡がり、「普通の人」に対する見方とその力が著しく上がった時代であった。
ジャクソン流民主主義をジェファーソンの時代と比べると、アメリカ合衆国議会に対して行政府と大統領の力が強くなり、また政府に対して大衆の関与を広く求めるようになった。ジャクソン支持者は資産階級よりもあらゆる白人男性に参政権を与えることを信奉し、政治家がその支持者を管理ポストに就けることを可能にする後援会制度を支持していた。そうすることで、特権階級の力を弱め、貴族政治の擡頭を阻止できるとしていた。指名ではなく選出された判事を要求し、その価値観を反映させるために州憲法の改定を要求した。国全体を見れば、マニフェスト・デスティニー（明らかな使命）という言葉で領土の拡張を正当化し推進した。ジャクソン支持者（民主党）とホイッグ党の間では、奴隷制についての論争を避けるという暗黙の合意があった。ジャクソン流民主主義の時代は、ジャクソンが大統領に選ばれた1828年から奴隷制の問題が大きく取り上げられた1850年以降まで続いたということもでき、その後は南北戦争がアメリカの政治を作り直して、第三政党制時代となった。

## 政治哲学
ジャクソン流民主主義には幾つかの原則からなっていた。
拡張された参政権ジャクソン支持者は投票権がより重要なものであるべきと信じた。ジャクソン流民主主義の時代、白人男性の参政権は国中で劇的に拡がった。
マニフェスト・デスティニーこれはアメリカ人にはアメリカの西部を治めるべき使命があり、大西洋から太平洋までの北アメリカ全てを管轄内に入れるべきと言う信条であった。しかし、自由の土地を信奉するジャクソン支持者、特にマーティン・ヴァン・ビューレンは、合衆国内に奴隷制が拡大することを避けるために拡張を制限すべきと主張した。
後援会猟官制度とも言われ、政治的な支持者を官職に就ける政策であった。多くのジャクソン支持者は、後援会にはその権利があるだけでなく、政争における勝者の義務だという見解であった。後援会は、それが普通の人による政治参加を促し、また政治家は役に就けた人によってお粗末な政府の仕事を計算できるようになるという理由で良いことだと理論付けられていた。さらに、公職に長く就いていると腐敗してくるものであり、公僕は一定の期間で職場を変えていくべきとも考えていた。
厳密な憲法護持ケンタッキー州およびバージニア州決議を強く支持したジェファーソン支持者のように、ジャクソン支持者は元々連邦政府の権限は制限されるべきと考えた。ジャクソンは「州の主権とされる領域を侵すものすべて」に対して反対すると言った。これはジャクソンが州の権限について急進派だったということではなく、無効化の危機の時にジャクソンは、連邦政府の影響範囲と見なすところに州が入ってきていると考えられることに対して戦った。この立場は第二合衆国銀行に対する反対での基礎となった。ジャクソン支持者が権限を集めるにつれて、憲法の広い適用と大統領の権限拡大を主張する頻度が増えた。
自由放任経済憲法への厳格な遵法を言いながら、ジャクソン支持者は一般に経済については放任の態度を採った。その指導者はニューヨーク市ロコフォコ（民主党の急進派）のウィリアム・レゲットであった。ジャクソンは、政府が経済で強い役割を担う時は、一部の人が特権を得やすくするものであり、国や普通の人には忌むべきことになると信じた。特にジャクソン支持者は銀行、中でも第二合衆国銀行と呼ばれる国立銀行に反対した。

## 歴史の中での位置付け

### 「普通の人」による選挙
1824年アメリカ合衆国大統領選挙では、6州を除いて、全ての自由白人が資産の制限無く投票できた初の選挙であり、最終的にはアメリカ合衆国下院の決選投票で選ばれたものの、ジョン・クィンシー・アダムズは普通の市民によって選ばれた最初の大統領となった。社会階級の問題はそれ以降も多くの歴史家によって議論されてきた。
ジャクソンに対する敵対者反メイソン党は、その大統領と副大統領候補を選ぶ指名党員大会で選挙権をさらに広くした。

### 大衆の英雄
ジャクソンは米英戦争で罠猟師や貿易業者の立場に立って戦った戦争の英雄であり、普通の人にとって分かりやすい人であり、政府の行動に形式張らないことをもたらした人でもあった。ジャクソンは葉巻をふかしながら「普通の」人との対話で政治を語ったので、ジェファーソン時代の堅苦しい集会とは対照的だった。時にはジャクソンの古い親友達から、「台所内閣」と言われているとも忠告された。

### 政争　1824年-1832年
1824年から1832年という期間は政治的には混乱していた。連邦党は死に絶え、有効な野党はおらず、古い民主共和党は凋んでいた。各州では多くの政党がいたが、州の境界を越えることがなかった。政治的党派の合従連衡が行われ、政治家は党派を移り歩いた。
元民主共和党員の多くがジャクソンを支持した。他の者はジャクソンに反対する者、例えばヘンリー・クレイを支持した。元連邦党員の多く、例えばダニエル・ウェブスターはジャクソンに反対し、ジェームズ・ブキャナンのような少数がジャクソンを支持した。1828年、ジョン・クィンシー・アダムズは派閥を糾合して国民共和党を作ったが、ジャクソンに敗れた。1830年代までにジャクソンの民主党とホイッグ党が、国全体でも州でも政治的に競い合うようになった。

### 改革
ジャクソンは、政府における市民の影響範囲を拡げると公約し実行した。ただし、その方法に関する議論が無いわけではなかった。
ジャクソンの政策は、国立銀行を終わらせること、西部への拡張、および南東部からインディアンを移住させることであった。ジャクソンは、政治的な急進派のヘンリー・クレイや保守派のジョン・カルフーンのような反対者からは専制者として非難された。ジャクソン流民主主義は一般市民の政治参加の機会を増やしてその影響力を行使し続けたが、エイブラハム・リンカーンの大統領選出と共和党の擡頭によってほとんど死に絶えてしまった。
ジャクソン流民主主義は、ジャクソン自身の政治的決断によっておそらく1837年の経済的恐慌を引き起こしたことでも知られている。
ジャクソンは政府の役人に選出された者の中から反対党の者を締め出し、選挙協力に対する報酬として彼の支持者をその後釜に据えるやり方を採った。議会が反対党に支配されても、拒否権に頼ってその動きを牽制した。

### ジャクソン流民主主義の大統領
ジャクソン自身に加えて、その2番目の副大統領であり、民主党を結成するためにキーとなった者の一人マーティン・ヴァン・ビューレンも大統領になった。ヴァン・ビューレンはウィリアム・ハリソンに破れた。ハリソンは就任後30日で死に、その副大統領ジョン・タイラーは直ぐにジャクソン流民主主義に傾いた（実際に支持母体であったホイッグ党からは大統領である間に除名された）。タイラーを継いだのがジェームズ・ポークであり、断固たるジャクソン流民主主義者として最後の大統領になった。ポークの任期中およびその退任後は、奴隷制問題で民主党もホイッグ党も割れてしまい、ホイッグ党は解党して共和党に置き換わることになった。

### 二次史料
- Altschuler Glenn C. and Stuart M. Blumin, "Limits of Political Engagement in Antebellum America: A New Look at the Golden Age of Participatory Democracy," Journal of American History, 84 (Dec. 1997), 878-79. Online through JSTOR
- Baker, Jean. Affairs of Party: The Political Culture of Northern Democrats in the Mid-Nineteenth Century (1983).
- Benson, Lee. The Concept of Jacksonian Democracy: New York as a Test Case (1961).
- Bugg Jr. James L. ed. Jacksonian Democracy: Myth or Reality? (1952), short essays
- Cave, Alfred A. Jacksonian Democracy and the Historians (1964)
- Cole, Donald B. Martin Van Buren And The American Political System  (1984)
- Cole, Donald B. Jacksonian Democracy in New Hampshire (1970), uses quantitative electoral data
- Formisano,  Ronald P. The Birth of Mass Political Parties: Michigan, 1827-1861 (1971), uses quantitative electoral data
- Formisano,  Ronald P. The Transformation of Political Culture: Massachusetts Parties, 1790s-1840s (1983), uses quantitative electoral data
- Formisano, Ronald P., "The Party Period Revisited". The Journal of American History 86.1 (1999): Online through JSTOR
- Formisano, Ronald P., "Political Character, Antipartyism, and the Second Party System," American Quarterly, 21 (Winter 1969), 683-709;  Online through JSTOR
- Formisano, Ronald P., "Deferential-Participant Politics: The Early Republic's Political Culture, 1789-1840," American Political Science Review, 68 (June 1974), 473-87.  Online through JSTOR
- Hammond, Bray. Andrew Jackson's Battle with the "Money Power" (1958). ch 8, an excerpt from his Pulitzer-prize-winning Banks and Politics in America: From the Revolution to the Civil War (1954).
- Hofstadter, Richard. The American Political Tradition (1948), chapter on AJ
- Hofstadter, Richard. The Idea of a Party System: The Rise of Legitimate Opposition in the United States, 1780-1840 (1969)
- Holt, Michael F. The Rise and Fall of the American Whig Party: Jacksonian Politics and the Onset of the Civil War (1999)
- Holt, Michael F. Political Parties and American Political Development: From the Age of Jackson to the Age of Lincoln (1992)
- Howe,  Daniel Walker. "The Evangelical Movement and Political Culture during the Second Party System," Journal of American History, 77 (March 1991), 1216-39. Online through JSTOR
- Kohl, Lawrence Frederick. The Politics of Individualism: Parties and the American Character in the Jacksonian Era (1989)
- Kruman, Marc W.  "The Second Party System and the Transformation of Revolutionary Republicanism," Journal of the Early Republic, 12 (Winter 1992), 509-37. Online through JSTOR
- McCormick, Richard L.  The Party Period and Public Policy: American Politics from the Age of Jackson to the Progressive Era (New York, 1986)
- McCormick, Richard P. The Second American Party System: Party Formation in the Jacksonian Era (1966) influential state-by-state study
- Mayo, Edward L. "Republicanism, Antipartyism, and Jacksonian Party Politics: A View from the Nation's Capitol," American Quarterly, 31 (Spring 1979), 3-20.  Online through JSTOR
- Marshall, Lynn. "The Strange Stillbirth of the Whig Party," American Historical Review, 72 (Jan. 1967), 445-68. Online through JSTOR
- Myers, Marvin. The Jacksonian Persuasion.- Politics and Belief (1957)
- Pessen, Edward.  Jacksonian America: Society, Personality, and Politics (1978)
- Pessen, Edward.  The Many-Faceted Jacksonian Era: New Interpretations (1977). Important scholarly articles.
- Robert V. Remini,  The Life of Andrew Jackson. Abridgment of Remini's 3-volume biography, (1998)
- Remini, Robert V. Martin Van Buren and the Making of the Democratic Party (1959)
- Sellers, Charles. The Market Revolution: Jacksonian America, 1815-1846 (1991), influential reinterpretation
- Shade, William G. “The Second Party System” in Paul Kleppner et al, Evolution of American Electoral Systems (1983) uses quantitative electoral data
- アーサー・シュレジンジャー. The Age of Jackson. (1945). Winner of the Pulitzer Prize for History.
- Schouler, James.  History of the United States of America: Under the Constitution vol. 4. 1831-1847. Democrats and Whigs. (1917) online edition
- Sellers, Charles. "Andrew Jackson Versus the Historians," Mississippi Valley Historical Review, 49 (1958), 615-34, in JSTOR
- Sharp, James Roger. The Jacksonians Versus the Banks: Politics in the States after the Panic of 1837 (1970). Uses quantitative electoral data
- Silbey, Joel H. The American Political Nation, 1838-1893 (1991)
- Silbey, Joel H. Political Ideology and Voting Behavior in the Age of Jackson (1973)
- Syrett, Harold C. Andrew Jackson: His Contribution to the American Tradition (1953)  online edition
- Taylor, George Rogers, ed. Jackson Versus Biddle: The Struggle over the Second Bank of the United States (1949), excerpts from primary and secondary sources online edition
- Van Deusen, Glyndon G. The Jacksonian Era: 1828-1848 (1963) standard scholarly survey
- Wallace, Michael . "Changing Concepts of Party in the United States: New York, 1815-1828," American Historical Review,  74 (Dec. 1968), 453-91. Online through JSTOR
- Ward, John William; Andrew Jackson, Symbol for an Age (1962) online edition
- Wilentz, Sean. "On Class and Politics in Jacksonian America" Reviews in American History, Vol. 10, No. 4, The Promise of American History: Progress and Prospects (Dec., 1982)  pp. 45-63.
- Wilentz, Sean. The Rise of American Democracy: Jefferson to Lincoln (2005), highly detailed scholarly synthesis.
- Wilson, Major L.; Space, Time, and Freedom: The Quest for Nationality and the Irrepressible Conflict, 1815-1861 (1974).  Intellectual history of Whigs and Democrats online edition

### 一次史料
- Blau, Joseph L. Social Theories of Jacksonian Democracy: Representative Writings of the Period 1825-1850 (1954) online edition
- Eaton, Clement ed. The Leaven of Democracy: The Growth of the Democratic Spirit in the Time of Jackson (1963) online edition